# Straßenbahn Fairfield–Shawmut
Die Straßenbahn Fairfield–Shawmut war ein Straßenbahnbetrieb in Maine (Vereinigte Staaten).

## Geschichte
Die 1903 gegründete Fairfield and Shawmut Railway Company eröffnete am 8. Oktober 1907 eine normalspurige Straßenbahnstrecke zwischen den gleichnamigen Ortschaften. In Shawmut endete die Strecke zunächst am Bahnübergang über die Bahnstrecke Brunswick–Skowhegan. Die Baukosten beliefen sich auf 69.178 US-Dollar. Im Jahre 1910 wurde in Shawmut ein rund 200 Meter langer Güteranschluss über die Eisenbahn zur Fabrik der Keyes Fiber Company gelegt.
1925 brannte das hölzerne Depotgebäude in Fairfield ab, ohne dass Fahrzeuge beschädigt wurden. Es wurde sehr schnell durch einen Neubau ersetzt. Obwohl die Bahn noch 1925 über 117.000 Fahrgäste beförderte und damit schwarze Zahlen schrieb, waren es 1926 nur noch 70.000 Passagiere. Dazu kam, dass Anleihen in Höhe von 30.000 US-Dollar, die 1907 für den Bau der Strecke aufgenommen wurden, am 1. Juli 1927 fällig wurden und nicht bezahlt werden konnten, weshalb die Gesellschaft Konkurs anmelden musste. Die Bahn wurde daher am 23. Juli 1927 stillgelegt und in der Folge abgebaut. Der Güterverkehr war bereits 1923 eingestellt worden. Der Triebwagen 30 sowie die Gleise wurden an die Straßenbahn Waterville verkauft. Das Depot wurde später als Parkhaus genutzt, ist aber mittlerweile abgerissen.

## Streckenverlauf
Die 5,0 Kilometer lange Strecke begann an der Kreuzung Main Street/Bridge Street in Fairfield, folgte der Upper Main Street, der River Road (heute Skowhegan Road), der New Road (heute Bray Avenue) und der Main Street in Shawmut (heute Kennebec Street) und endete am Bahnhof Shawmut. In Fairfield bestanden Gleisverbindungen zur Straßenbahn Waterville sowie zur Straßenbahn Benton–Fairfield. Das Depot der Bahn und der Sitz der Bahngesellschaft befanden sich in Fairfield nördlich der Endstelle, die einzige Ausweiche der ansonsten eingleisigen Strecke etwa in der Mitte der Strecke nördlich der heutigen Auffahrt zur Interstate 95. Die Gesamtgleislänge der Bahn inklusive des Güteranschlusses in Shawmut betrug 3,43 Meilen (5,52 Kilometer).
An drei Stellen befanden sich niveaugleiche Kreuzungen mit anderen Bahnen, nämlich in Fairfield mit der Güterstrecke der Straßenbahn Benton–Fairfield sowie weiter nördlich und erneut an der Endstelle in Shawmut mit der Bahnstrecke Brunswick–Skowhegan.

## Betrieb
Die Bahnen verkehrten im 30-Minuten-Takt im Anschluss an die Straßenbahnen aus Waterville. Die Fahrzeit betrug 15 Minuten, sodass ein einzelner Wagen für den Betrieb ausreichte. Im Sommer wurde ein offener Wagen eingesetzt, auf dem auch ein Schaffner mitfuhr. Zu den übrigen Jahreszeiten fuhr ein geschlossener, kombinierter Personen- und Stückgutwagen im Einmannbetrieb. Im Güterverkehr wurden Stückgut, das auf den Personenwagen mitgenommen wurde, sowie Schotter befördert, der nahe Shawmut in einem bahneigenen Steinbruch abgebaut und zum Bahnhof Shawmut bzw. zur Keyes-Fabrik gefahren wurde.
Der Fahrpreis betrug anfangs fünf Cent, ab Ende 1918 sieben Cent und in den letzten Jahren des Betriebs zehn Cent. Der Jahresrekord an beförderten Personen lag bei 151.000 im Jahr 1909.

## Fahrzeuge
Zur Eröffnung der Bahn 1907 standen ein geschlossener kombinierter Personen- und Stückgutwagen sowie ein offener Triebwagen zur Verfügung, die beide von der bereits 1903 stillgelegten Straßenbahn Skowhegan–Norridgewock übernommen wurden. Daneben besaß die Bahn einen flachen Güterwagen, auf dem Schotter transportiert wurde, einen Arbeitstriebwagen sowie einen Schneepflug. Der Arbeitstriebwagen gehörte der Straßenbahn Fairfield–Shawmut nicht allein, sondern war auch im Netz der Straßenbahn Waterville im Einsatz.
1914 kam ein zweiter geschlossener Triebwagen (Nr. 30) von der Straßenbahn Bangor hinzu. Der seit 1907 eingesetzte kombinierte Wagen wurde 1921 verschrottet und durch einen von der Straßenbahn Waterville übernommenen Triebwagen (Nr. 10) ersetzt. Zwei Jahre später wurde dieser wiederum ersetzt, als die Bahn einen baugleichen Wagen als Nr. 9 ebenfalls aus Waterville übernahm.